# The Crystals (zespół muzyczny)
The Crystals – popularny w latach 60. amerykański zespół dziewczęcy z Nowego Jorku. Jest uznawany za jeden z najważniejszych amerykańskich zespołów pierwszej połowy lat 60. W latach 1961–1964 nagrał wielkie światowe hity takie jak: „There's No Other (Like My Baby)”, „Uptown”,  „He's Sure the Boy I Love”, „He's a Rebel” (jedyny numer 1 grupy w Stanach Zjednoczonych, który w rzeczywistości został nagrany przez The Blossoms), „Da Doo Ron Ron”, „I Love You Eddie” (nagrany przez The Blossoms) i „Then He Kissed Me”. Producentem ich wszystkich wczesnych przebojów był Phil Spector, który od 1964 roku popadł w konflikt z zespołem (kosztem The Crystals zaczął preferować inne grupy, np. The Ronettes). W rezultacie doprowadziło to do odejścia Wright i Alston oraz do rozpadu zespołu w 1967 roku.